# Sender Lopik
Der Mittelwellensender Lopik war einer der ältesten Sendeeinrichtungen für Mittelwellenrundfunk in den Niederlanden. Er strahlte sein nachts in ganz Europa leicht empfangbares Programm auf der Frequenz 675 kHz mit einer Leistung von 120 kW über einen 196 m hohen, gegen Erde isolierten selbststrahlenden Sendemast aus, der 1938 erbaut wurde und sich in unmittelbarer Nähe des Gerbrandytorens befand. Letzterer diente aber nie als Mittelwellensender.

## Geschichte
Die Sendeanlage mit zwei Sendemasten von 196 (Südmast) und 165 Metern (Nordmast) Höhe wurde 1938 gebaut und 1940/41 durch die deutsche Wehrmacht in Betrieb genommen, die die Niederlande damals besetzte. Die Frequenz 995 kHz (301,5 m) gehörte zunächst als „Hilversum II“ zum Niederländischen Staatsrundfunk, während auf der Frequenz 758 kHz (395,8 m) zusammen mit dem Sender Osterloog unter der Tarnbezeichnung „Sender Bremen“ englischsprachige Propaganda Richtung Großbritannien veranstaltet wurde (siehe auch Germany Calling). 1943 übernahm diese Propaganda-Aufgabe die Frequenz von Hilversum II unter der Tarnbezeichnung „Calais II“. In unmittelbarer Nähe befand sich außerdem der 1937 in Betrieb genommene Sender Jaarsveld, nun „Hilversum I“, auf 722 kHz (415,5 m).
Ab 1947 strahlte der öffentlich-rechtliche Rundfunk der Niederlande seine beiden Programme Hilversum 1 und 2 aus (heute NPO Radio 2 bzw. NPO Radio 1). Im Zuge des Kopenhagener Wellenplans wurden die Frequenzen 1950 auf 746 und 1007 kHz geändert. 1970 wurde das bereits seit 1965 von einem anderen Standort ausgestrahlte dritte Programm Hilversum 3 (heute NPO 3FM) nach Lopik verlegt und sendete zuerst auf 1250 kHz, ab 1975 dann auf 674 kHz. Aufgrund des Genfer Wellenplans wurden die Frequenzen 1978 auf 675 kHz, 747 kHz und 1008 kHz geändert. Nach der Inbetriebnahme des Mittelwellensenders Flevoland bei Zeewolde im Jahr 1980 wurden die letzten beiden Frequenzen dorthin verlagert und die Leistung der nunmehr in Lopik verbliebenen Frequenz 675 kHz von 20 auf 120 kW erhöht. Bis 1994 nutzte der niederländische Rundfunk die Sendeanlage Lopik noch für sein drittes Programm, dann wurde sie bis 2003 vom Privatsender Radio 10, 2003 bis 2009 von Arrow Classic Rock und von 2009 bis zur Stilllegung 2015 von Radio Maria Nederland genutzt.
Der 165 Meter hohe Nordmast wurde am 21. April 2004 abgebaut. Er diente bis 1980 als Sendeantenne für die Frequenz 1008 kHz und wurde seitdem als Reserve für ebendiese vorgehalten. Im Jahr 2000 wurde er mit auf 2 kW beschränkter Leistung für die Programme Radio Nationaal und später mit Radio 192 auf der Frequenz 1332 kHz in Betrieb genommen. Dieser Sender wurde 2003 wegen eines benachbarten Wohngebiets verlegt.
Im Juli 2015 wurde der Betrieb des Mittelwellensenders seitens des Senderbetreibers KPN Broadcast Services abgekündigt. Grund hierfür war die zeitgleiche Abschaltung des Mittelwellensenders Flevoland, für die der Sender Lopik als Reserveanlage fungierte und die fehlende Bereitschaft des Betreibers KPN, den Sender Lopik alleine zu betreiben. Dabei wurde erst im Januar 2015 eine Notreparatur am Mast aufgrund einer gerissenen Pardune durchgeführt. Somit endete der Betrieb der Mittelwellenfrequenz 675 kHz zum 1. September 2015. Am 4. September 2015 wurde der 196 Meter hohe Mast gesprengt. Ein nahegelegener 80 Meter hoher Sendemast, der ursprünglich das Programm von Hilversum 3 auf 1250 kHz übertrug und zuletzt als Reserve für die ebenfalls am 1. September 2015 abgeschaltete Frequenz 747 kHz diente, ist am selben Tag gesprengt worden.